# Matina (kommun)
Matina är en kommun i Brasilien.   Den ligger i delstaten Bahia, i den östra delen av landet, 600 km öster om huvudstaden Brasília. Antalet invånare är 11 134.
Omgivningarna runt Matina är huvudsakligen savann. Runt Matina är det glesbefolkat, med 14 invånare per kvadratkilometer.